# Univerzitetna župnija Maribor
Univerzitetna župnija Maribor je rimskokatoliška personalna župnija Nadškofije Maribor, ki skrbi za duhovno oskrbo študentov, ki študirajo na Univerzi v Mariboru, ter profesorjev in ostalih univerzitetnih delavcev. Sedež ima v pastoralnem domu stolne župnije sv. Janeza Krstnika Maribor, na Slomškovem trgu 20.
Študentske maše so v mariborski stolnici vsako sredo ob 19.00, od oktobra do junija. V okviru župnije so aktivne različne skupine, katerih delovanje sicer nekoliko zavisi od letnega interesa: študentski pevski zbor Vdih, skupina Prolife, skupina medicincev, pari v spoznavanju, študentski verouk, mladi v poklicih ... Organizira tudi večere z zanimivi gosti, molitvena srečanja, romanja v druge države, duhovne vaje in duhovne vikende, izlete, plese in druge družabne dogodke. Nekatere dogodke organizira na ravni celotne mariborske nadškofije: Nikodemovi večeri (okrogle mize s teološkimi tematikami), Križev pot mladih po ulicah Maribora, Ekumensko srečanje mladih, božični in zaključni koncert pevskega zbora Vdih. Tudi v poletnem času župnija organizira različne programe za študente, ki so obarvani duhovno, družabno ali karitativno.

## Zgodovina
Župnija ima svoje korenine v študentski pastorali še pred osamosvojitvijo Slovenije, ki se je po osamosvojitvi začela tudi formalno organizirati. Tako je mariborski škof Franc Kramberger leta 1992 ustanovil Katoliški študentski center Sinaj (KŠC Sinaj). Ta je deloval na več lokacijah, med drugim na Koroški cesti 1 in na Magdalenskem trgu 3.
Mariborski nadškof Alojzij Cvikl je na binkošti, 4. junija 2017, center preosnoval v župnijo in jo podredil Dekaniji Maribor, za prvega uradnega župnika pa imenoval Marjana Kokalja, dotedanjega študentskega duhovnika centra Sinaj. Slovesna razglasitev ustanovitve župnije je bila v stolnici ob priložnosti akademske maše 11. oktobra 2017. Zavetnik župnije je sv. Janez Pavel II., ki goduje 22. oktobra in na čigar dan ima župnija svoje župnijsko žegnanje.
Leta 2019 se je sedež župnije iz Magdalenskega trga preselil na sedanji naslov stolne župnije, Slomškov trg 20.

## Župniki
Študentski katoliški center Sinaj so vodili študentski duhovniki. Prvi uradni župnik je leta 2017 postal Marjan Kokalj.
- Ivan Štuhec, 1992–1997, prvi študentski duhovnik
- Srečko Hren, 1997–1998
- Branko Cestnik, 1998–2002
- Milan Bizant, 2002–2008
- Ivan Hočevar, 2008–2015
- Tomaž Mikuš, 2015–2016
- Marjan Kokalj, 2016–2020
- Robi Sekavčnik, 2020–2021
- Primož Lorbek, 2021-